# Suki Waterhouse

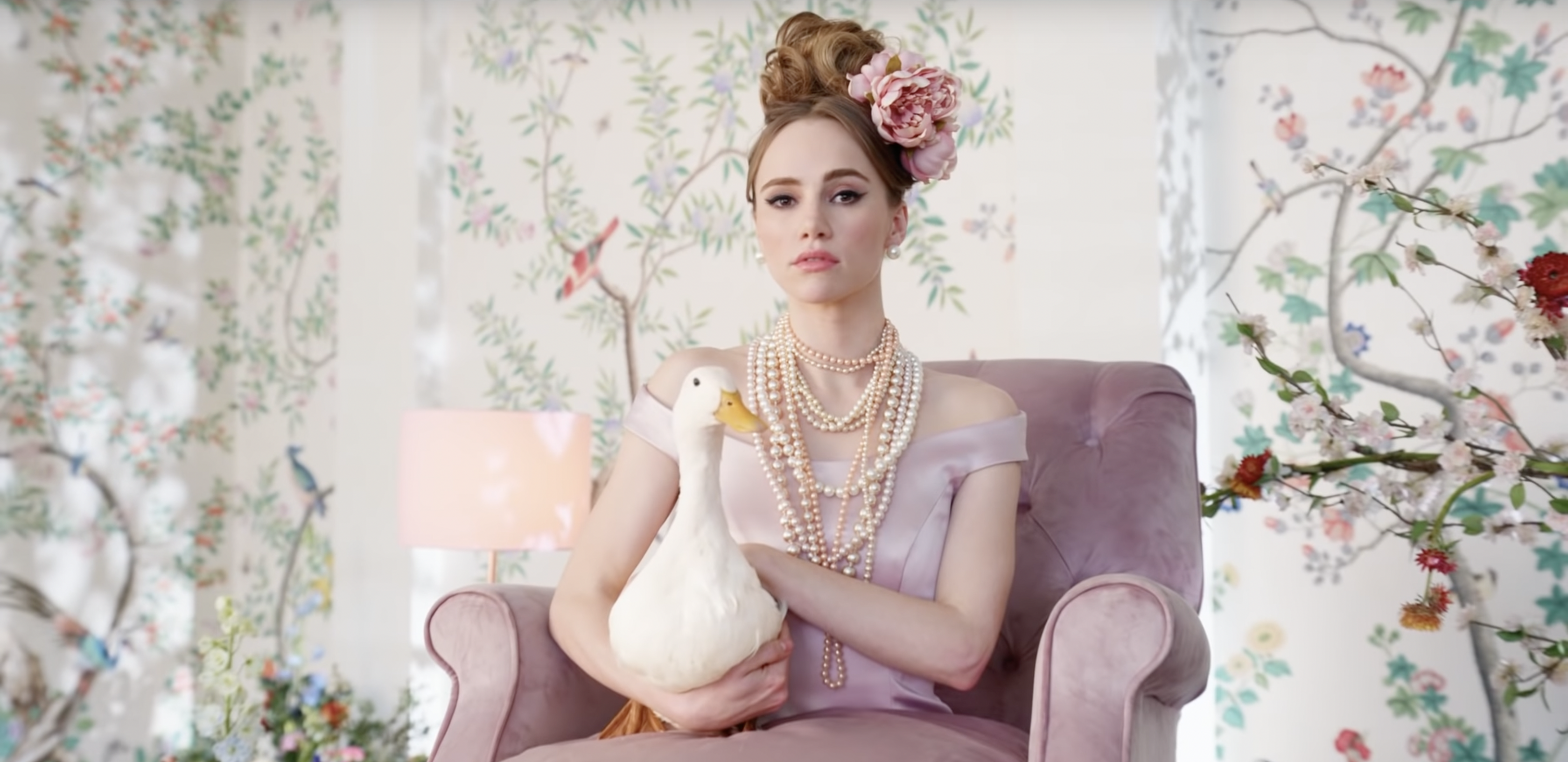
Suki Waterhouse, any 2020

Suki Waterhouse   (Londres, 5 de gener de 1992) Alice Suki Waterhouse és una model, actriu i cantant anglesa. Va començar una carrera de model a l'edat de 16 anys, i va passar a treballar per a diverses marques importants. El seu primer llargmetratge com a actriu va ser un paper menor a Pusher el 2012, i des de llavors ha aparegut en pel·lícules com The Divergent Series: Insurgent, The Bad Batch i Assassination Nation. El 2016, va cofundar la marca d'accessoris Pop & Suki amb Poppy Jamie i Leo Seigal.

## Biografia
Waterhouse va néixer a Hammersmith, Londres, i es va criar a Chiswick, Londres, filla d'Elizabeth, una infermera d'oncologia, i de Norman Waterhouse, un cirurgià plàstic. Té un germà anomenat Charlie i dues germanes petites, Madeleine, model, i Imogen, model i actriu.

## Carrera

### Model

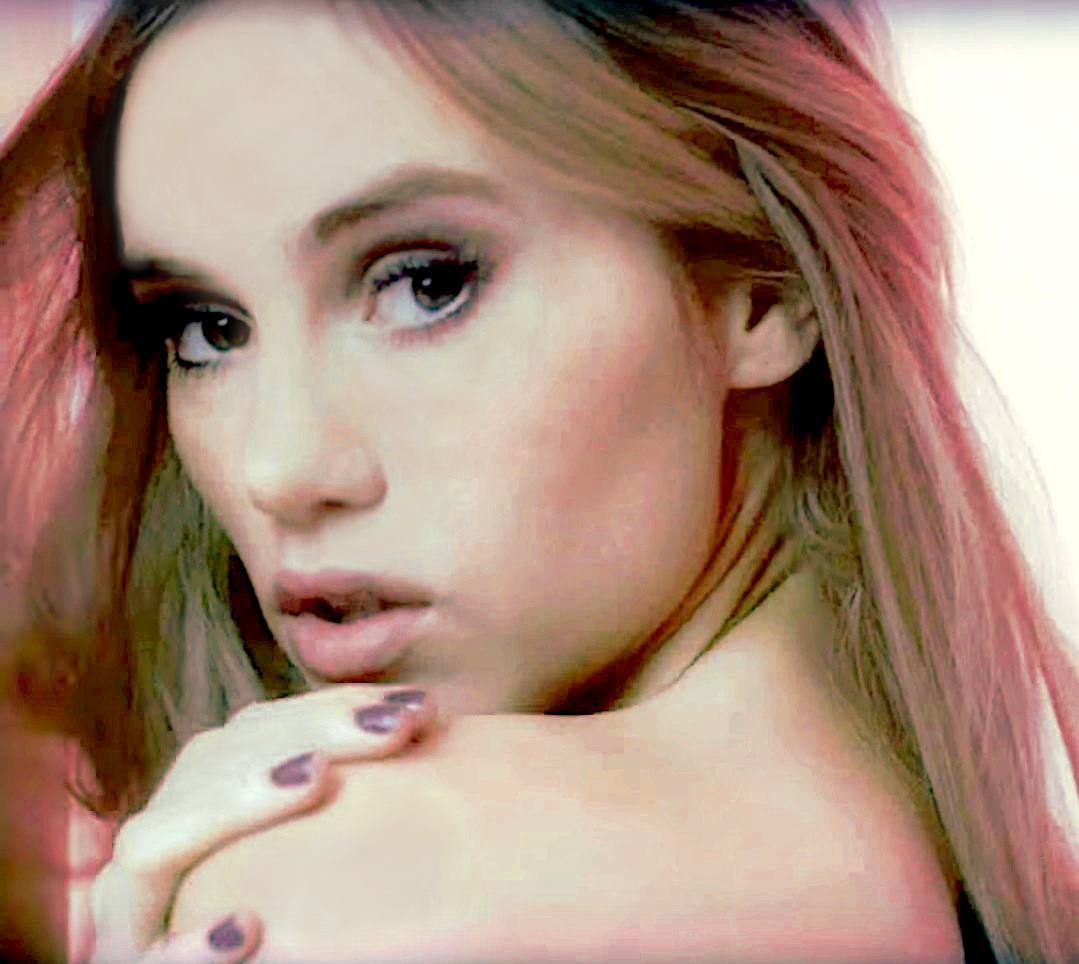
Suki Waterhouse per al dia 10 de LOVE Advent 2014

Waterhouse va començar la seva carrera de model després de ser descoberta a " Topshop o H&M " a Londres quan tenia 16 anys. Quan tenia 19 anys, es va convertir en model de llenceria per a Marks & Spencer.
Ha treballat per a Burberry i Redken. Waterhouse també ha fet de model per Tommy Hilfiger Swatch, Lucy in Disguise, H&M, Alice + Olivia, Sass & bide i Pepe Jeans.
Waterhouse ha aparegut a les portades de Vogue britànica, coreana, tailandesa, taiwanesa i turca Tatler, Elle britànica i coreana, Lucky, L'Officiel, American Marie Claire, French Grazia i 1883 Magazine. Waterhouse també ha rodat editorials per a Vogue nord-americana, xinesa, russa i japonesa, Love Magazine, American Elle, Velour i Stylist Magazine, entre d'altres. Waterhouse també ha passat per la passarel·la de marques com Burberry, Alexander Wang i Balenciaga i és habitual a la primera fila de la setmana de la moda.
L'abril de 2017, Waterhouse va ser escollida com a "Mercier Muse" per a la marca de maquillatge Laura Mercier.

### Fotografia
Waterhouse ha mostrat el seu treball fotogràfic a la galeria Eb and Flow de Londres juntament amb Reggie Yates i Imogen Morris Clarke en una exposició presentada per Next Model Management anomenada 'I'll Be Your Mirror'. El febrer de 2014, va posar completament nua per a la campanya tardor/hivern de Dominic Jones Jewellery a la London Fashion Week.

### Actuació
El 2014, Waterhouse va interpretar a Bethany Williams a la comèdia romàntica Love, Rosie. També va interpretar a Marlene a la seqüela de Divergent The Divergent Series: Insurgent (2015), basada en el llibre del mateix nom. Waterhouse va interpretar Arlen a la pel·lícula de thriller romàntic d'Ana Lily Amirpour The Bad Batch (2016). El juny de 2016, es va anunciar que Waterhouse interpretaria a Cecily of York a l'adaptació de la minisèrie Starz de la novel·la La princesa blanca de Philippa Gregory. El setembre de 2016, es va anunciar que Waterhouse protagonitzaria al costat d'Ansel Elgort la pel·lícula Jonathan. També ha interpretat "The Girl" a la pel·lícula dramàtica del 2017 The Girl Who Invented Kissing, escrita i dirigida per Tom Sierchio, Sarah Lacey a Assassination Nation (2018) i Quintana a Billionaire Boys Club (2018). El 2023, Waterhouse interpretà la teclista Karen Sirko a la sèrie d'Amazon Prime Daisy Jones & The Six. Tot i que el personatge de la novel·la homònima és estatunidenc, el showrunner Scott Neustadter va convertir el personatge en britànic per "consolidar el compromís de Karen amb la música i viure una vida dedicada a formar part d'una gran banda de rock".

### Pop & Suki
El setembre de 2016, Waterhouse va anunciar el llançament de Pop & Suki, una marca d'accessoris que va cofundar amb la seva millor amiga Poppy Jamie i el CEO Leo Seigal. Pop & Suki ha aparegut des de llavors a Vogue, Harper's Bazaar, W i Elle.
Les celebritats que han lluït la marca inclouen Jessica Alba, Lady Gaga, Cara Delevingne, Emily Ratajkowski, Lena Dunham i Taylor Hill. La marca va dissenyar maletes per a Away.

### Filmografia

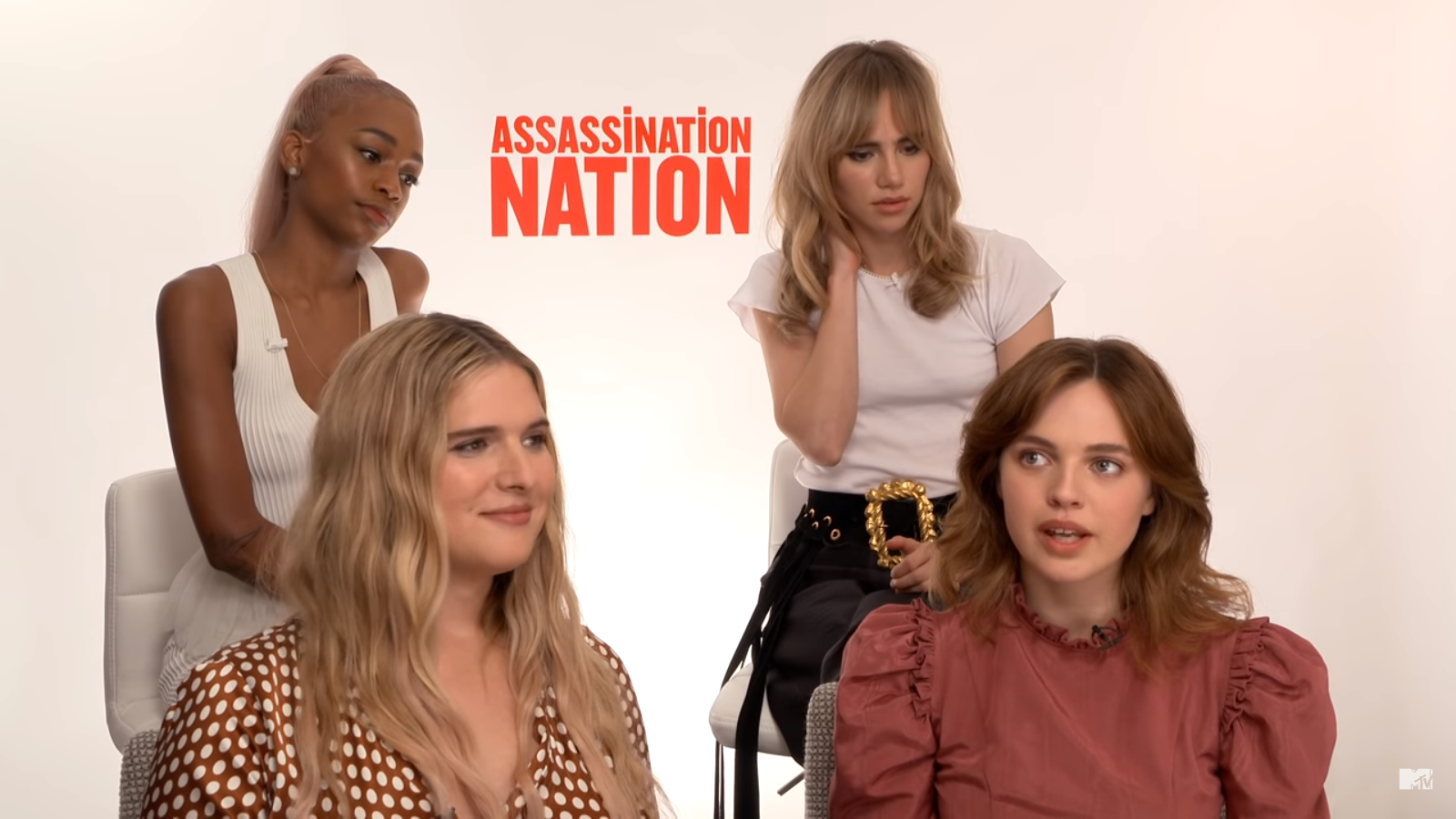
Repartiment de la pel·lícula Assassination Nation, en la qual Waterhouse interpreta Sarah Lacey, una de les protagonistes

#### Pel·lícules
| Any  | Títol                           | Personatge               | Notes |
| ---- | ------------------------------- | ------------------------ | ----- |
| 2012 | Rachael                         | Rachael                  | Curt  |
| 2012 | Pusher                          | Mandy                    |       |
| 2014 | Love, Rosie                     | Bethany Williams         |       |
| 2015 | The Divergent Series: Insurgent | Marlene                  |       |
| 2016 | Pride and Prejudice and Zombies | Catherine "Kitty" Bennet |       |
| 2016 | Absolutely Fabulous: The Movie  | Herself                  |       |
| 2016 | The Bad Batch                   | Arlen                    |       |
| 2016 | Sound of Sun                    | Woman                    | Curt  |
| 2017 | The Girl Who Invented Kissing   | The Girl                 |       |
| 2018 | Assassination Nation            | Sarah Lacey              |       |
| 2018 | Jonathan                        | Elena                    |       |
| 2018 | Future World                    | Ash                      |       |
| 2018 | Billionaire Boys Club           | Quintana ‘Q’ Bisset      |       |
| 2018 | Charlie Says                    | Mary Brunner             |       |
| 2019 | Carte Blanche                   | Lulu                     | Curt  |
| 2019 | Detective Pikachu               | Ms. Norman / Ditto       |       |
| 2019 | Bittersweet Symphony            | Iris Evans               |       |
| 2019 | Killers Anonymous               | Violet                   |       |
| 2019 | Dia de pluja a Nova York        | Tiffany                  |       |
| 2019 | Burn                            | Shelia                   |       |
| 2020 | Misbehaviour                    | Sandra Wolsfeld          |       |
| 2020 | The Broken Hearts Gallery       | Chloe                    |       |
| 2021 | Invocació mortal                | Camille                  |       |
| 2021 | Creation Stories                | Gemma                    |       |
| 2022 | Dalíland                        | Ginesta                  |       |

#### Televisió
| Curs | Títol                 | Rol             | Notes                        |
| ---- | --------------------- | --------------- | ---------------------------- |
| 2010 | Material Girl         | Lourdes         | 1 episodi                    |
| 2017 | The White Princess    | Cecilia de York | Minisèrie                    |
| 2018 | Into the Dark         | Alexis          | Episode: "New Year, New You" |
| 2023 | Daisy Jones i els sis | Karen Sirko     | Minisèrie                    |

#### Vídeos musicals
| Any  | Cançó                               | Artista   | Director         |
| ---- | ----------------------------------- | --------- | ---------------- |
| 2014 | " Imagine " (UNICEF: World version) | Diversos  | Miquel Jurkovac  |
| 2019 | "Nightmare"                         | Halsey    | Hannah Lux Davis |
| 2019 | "Permanent High School"             | The Voidz | Hala Matar       |

### Discografia

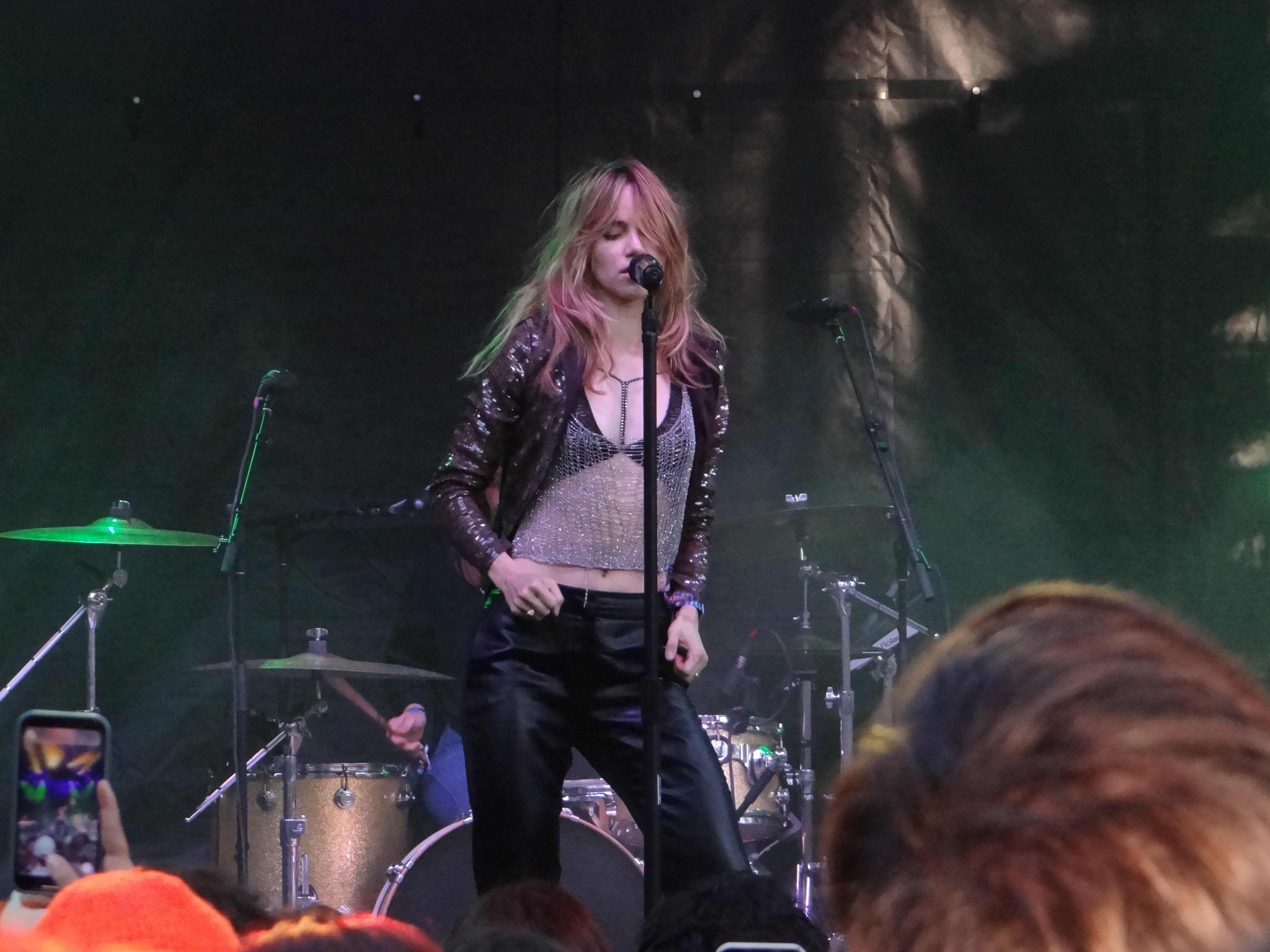
Suki Waterhouse en concert, 2021

#### Àlbums
| Títol          | Detalls                                                                                      |
| -------------- | -------------------------------------------------------------------------------------------- |
| I Can't Let Go | - Publicat: 6 de maig de 2022 - Segell: Sub Pop Records - Formats: CD, LP, casset, streaming |

#### Àlbums estesos
| Títol      | Detalls                                                                                  |
| ---------- | ---------------------------------------------------------------------------------------- |
| Milk Teeth | - Publicat: 4 de novembre de 2022 - Segell: Sub Pop Records - Formats: CD, LP, streaming |

#### Senzills
| Títol                        | Any  | Posicions màximes dels gràfics | Àlbum/EP       |
| Títol                        | Any  | UK                             | Àlbum/EP       |
| ---------------------------- | ---- | ------------------------------ | -------------- |
| "Brutally"                   | 2016 | —                              | Milk Teeth     |
| "Good Looking"               | 2017 | 92                             | Milk Teeth     |
| "Valentine"                  | 2018 | —                              | Milk Teeth     |
| "Coolest Place in the World" | 2019 | —                              | Milk Teeth     |
| "Johanna"                    | 2019 | —                              | Milk Teeth     |
| "My Mind"                    | 2021 | —                              | I Can't Let Go |
| "Moves"                      | 2021 | —                              | I Can't Let Go |
| "Melrose Meltdown"           | 2022 | —                              | I Can't Let Go |
| "Devil I Know"               | 2022 | —                              | I Can't Let Go |
| "Wild Side"                  | 2022 | —                              | I Can't Let Go |
| "Neon Signs"                 | 2022 | —                              | I Can't Let Go |
| "To Love"                    | 2023 | —                              |                |